# シー&ヒム
シー&ヒム (She & Him) はアメリカ人女優のズーイー・デシャネルとノラ・ジョーンズの作品への参加などで知られるアメリカ人シンガーソングライターのM・ウォードによるインディー・ロックデュオである。
2006年に結成。2008年にファースト・アルバム『ヴォリューム・ワン』を発表した。
2020年5月11日、新型コロナウイルスの流行により各国で外出禁止の措置がなされる中、デシャネルとウォードはそれぞれの自宅でビーチ・ボーイズのカバー「ダーリン」を演奏しミックスした映像を配信した。

## ディスコグラフィー
- ヴォリューム・ワン - Volume One

アメリカで2008年3月18日にマージ・レコードよりリリースされ（日本では同年5月16日にPヴァイン・レコードよりリリース）、ビルボード200チャートで初登場81位を記録した（最高位は次週の71位）。また、本作はアメリカの音楽誌Pasteの2008年ベストアルバムの第1位に選ばれた。アメリカでは2010年3月時点で19万枚売り上げている（ニールセン・サウンドスキャン調べ）
収録曲はカバー曲等を除き全てデシャネルが作詞・作曲している。
1. Sentimental Heart
2. Why Do You Let Me Stay Here?
3. This Is Not a Test
4. Change Is Hard
5. I Thought I Saw Your Face Today
6. Take It Back
7. I Was Made For You
8. You Really Gotta Hold on Me （スモーキー・ロビンソン＆ザ・ミラクルズのカバー）
9. Black Hole
10. Got Me
11. I Should Have Known Better （ビートルズのカバー）
12. Sweet Darlin' （俳優ジェイソン・シュワルツマンとの共作）
13. Swing Low, Sweet Chariot （黒人霊歌）

- ヴォリューム・トゥ - Volume Two

日本で2010年3月17日にPヴァイン・レコードより先行リリースされた 。アメリカでは1週遅れて3月23日にマージ・レコードよりリリースされた。同アルバムは最初の週に47,000枚を売り上げてビルボード200チャートで初登場6位を記録した。
- 彼女と彼のクリスマス - Very She & Him Christmas

アメリカで2011年10月24日にマージ・レコードからリリース (日本盤はPヴァイン・レコード)されたクリスマス曲集。
- ヴォリューム・スリー - Volume Three

アメリカで2013年5月7日にマージ・レコードからリリース。オーストラリアではSpunkから2013年5月3日に先行リリース。
- クラシックス - Classics

アメリカで2014年12月2日にコロムビア・レコード移籍後初の作品としてリリース。全曲カバー集。